# William Wisholm
William Herman Wisholm (27. maj 1997 i Aalborg) er en dansk roer og cykelrytter. Han har gennem mange år været aktiv i Hadsund Roklub. I 2013 satte William verdensrekord i ergometerroning på maratondistancen. 41,195 km i herre junior letvægt.
I juli 2015 blev han sammen med Mathias Danmark udtaget til junior VM i Brasilien i 2015.

## Medaljer

### Ungdoms-DM
- Guld DM, 2015.[3]
- Guld - DM 2014, Brabrand Sø, Aarhus.[4]
- Guld - Regatta, Hamborg, 2014.[5]
- Guld - DM 2013, Bagsværd Sø.[6]
- Guld - DM 2012, Bagsværd Sø.[7]
- Guld Regatta 2011. [8]
- Sølv DM 2011, Vandkraftsøen, Holstebro.[9]

### NM
- Guld - NM 2015, Oslo, Norge.[10]